# Libertas Sporting Club Udine
La Libertas Sporting Club Udine è stata la principale società di pallacanestro femminile di Udine.
Giocava al palasport Primo Carnera, intitolato all'omonimo pugile friulano. 
A causa dei lavori d ristrutturazione, ha disputato nelle ultime stagioni le partite casalinghe presso il Palazzetto dello Sport "Manlio Benedetti" di Udine.

## Storia

### Libertas Sporting Club
Fondata nel 1980, raggiunge la serie A2 nel 2000.
Nel 2001-02 giunge seconda alla fine del campionato e disputa i play-off. Nel 2003-04 si è classificata all'undicesimo posto, dovendo così giocare i playout. Nel 2005-06 si piazza al settimo posto, dopo una buona stagione. Nel 2006-07 ha invece raggiunto i play-off, classificandosi quarta. Nel 2007-08 la squadra si dimostra ancora molto competitiva.
Nel 2013-14 terminato il campionato di A2 la società si scioglie.

### Libertas Basket School
La Libertas Sporting Basket School ASD è stata fondata il 27 giugno 2013 da cinque soci con l’obiettivo di promuovere la pallacanestro femminile a Udine. La società si è subito impegnata a garantire la continuità della pratica sportiva a oltre 100 atlete, creando squadre giovanili e una senior di Serie B. Nella stagione 2013-14, ha ottenuto risultati significativi, come il 2º posto nelle finali nazionali di Serie B e la promozione in A3. Con la scomparsa della Libertas Sporting Club, nel 2014, la nuova società ne ha preso il posto e ha consolidato collaborazioni con importanti sponsor, continuando a crescere. Dopo una sconfitta nei play-off del 2015, la squadra ha ottenuto la promozione in Serie A2 nel 2016. Parallelamente, il settore giovanile ha ottenuto successi a livello regionale e interregionale, con un forte supporto dal centro minibasket e iniziative nelle scuole elementari.

### Women Apu Udine
Nel 2021, nasce la Women Apu Udine con l'unione delle due più importanti realtà cestistiche udinesi, l'APU Udine e la Libertas Basket School.

## Formazioni
- 2012-2013: Valentina Bosio, Ana Saranovic, Gilda Totis, Tayara Madonna, Chiara Rossi, Federica Pozzecco, Camilla Clemente, Jenny Maria Lidgren, Alessandra Mio, Debora Vicenzotti (Capitana), Angela Ratti, Arianna Zampieri, Eva Da Pozzo, Michela Trotta, Sara De Biase.

## Allenatori
- 2005-2012 Gianluca Abignente
- 2012-2013 Giuliano Stibiel
- 2013-2014 Enrico Sinone